# Sozialversicherungsträger-Entscheidung
Die so genannte Sozialversicherungsträger-Entscheidung ist ein Beschluss des deutschen Bundesverfassungsgerichts vom 2. Mai 1967 (Fundstelle: BVerfGE 21, 362 – Sozialversicherungsträger), in dem das Bundesverfassungsgericht klarstellte, dass sich juristische Personen des öffentlichen Rechts nicht auf die Grundrechte des Grundgesetzes berufen können.

## Sachverhalt
Die damalige Landesversicherungsanstalt Westfalen (heute Deutsche Rentenversicherung Westfalen) leistete Hinterbliebenenrente an eine Witwe aufgrund eines tödlichen Verkehrsunfalls ihres Mannes, der durch einen in Deutschland stationierten britischen Soldaten verursacht wurde. Die LVA verlangte daraufhin Schadensersatz vom Amt für Verteidigungslasten im Rahmen der Amtshaftung. Dies lehnte das Amt aufgrund der Subsidiaritätsklausel des § 839 Abs. 1 Satz 2 BGB ab; der Höchstbetrag für Verkehrsunfälle nach § 12 StVG sei bereits ausgeschöpft und die LVA könne keine weitergehenden Schadensersatzansprüche geltend machen.
Die LVA klagte, unterlag aber in zweiter Instanz, die Revision wies der Bundesgerichtshof ab. Daraufhin legte die LVA Verfassungsbeschwerde ein, da sie sich in ihrem Recht auf Eigentum sowie den Gleichheitsgrundsatz verletzt sah. Denn im Gegensatz zum Geschädigten selbst könne die LVA niemanden zum Ersatz des Schadens in Anspruch nehmen, was eine unzulässige Ungleichbehandlung darstelle.

## Zusammenfassung der Entscheidung
Das Bundesverfassungsgericht verwarf die Verfassungsbeschwerde der Landesversicherungsanstalt als unzulässig.
Diese sei nämlich eine juristische Person des öffentlichen Rechts. Zwar sagt Art. 19 Abs. 3 GG, dass die Grundrechte auch für juristische Personen gelten, soweit sie ihrer Natur nach anwendbar sind, dies gelte aber nur für juristische Personen des Privatrechts. Denn eine Verfassungsbeschwerde diene dazu, eine Verletzung der Grundrechte durch die öffentliche Gewalt geltend zu machen. Die LVA sei aber als juristische Person des öffentlichen Rechts selbst Trägerin der öffentlichen Gewalt. Sie könne damit nicht gleichzeitig Adressat und Berechtigte der Grundrechte sein; der Staat kann nicht selber von seinen eigenen Grundrechten profitieren.
Etwas anderes gilt nur, wenn die betroffene juristische Person des öffentlichen Rechts dem durch die Grundrechte geschützten Lebensbereich zuzuordnen ist. Deshalb können sich beispielsweise Universitäten und Fakultäten auf die Kunst- und Wissenschaftsfreiheit des Art. 5 Abs. 3 GG berufen. In diesem Falle sind es nämlich Institutionen, die nicht vom Staat geschaffen sind und keine staatliche Gewalt ausüben.

## Folgen des Urteils
Mit diesem Urteil legte das Bundesverfassungsgericht den Geltungsbereich der Grundrechte klar. Auch in ähnlichen Fällen, wie dem Sasbach-Beschluss, legte das Bundesverfassungsgericht die in dieser Entscheidung festgelegten Kriterien zugrunde.
Im 2. Rundfunk-Urteil etwa entschied das Bundesverfassungsgericht, dass sich öffentlich-rechtliche Rundfunkanstalten auf das Grundrecht der Rundfunkfreiheit als Ausfluss der Meinungsfreiheit berufen können.